# Badminton Europe
Badminton Europe bildades i Frankfurt am Main i förbundslandet Hessen i Västtyskland den 27 september 1967.
Den 8 april 2006 ändrades namnet från European Badminton Union till Badminton Europe.

## Ordförande
| Nummer | År        | Namn                          |
| ------ | --------- | ----------------------------- |
| 1      | 1967–1968 | Hans Peter Kuntz, Schweiz     |
| 2      | 1969–1977 | Stellan Mohlin, Sverige       |
| 3      | 1977–1982 | Herman Valken, Nederländerna  |
| 4      | 1982–1984 | Heinrich Barge, Västtyskland  |
| 5      | 1984–1992 | Stan Mitchell, Storbritannien |
| 6      | 1992–2004 | Torsten Berg, Danmark         |
| 7      | 2004–2010 | Tom Bacher, Danmark           |
| 8      | 2010–     | Poul-Erik Høyer, Danmark      |

## Medlemmar
- Albanien
- Armenien
- Azerbajdzjan
- Belgien
- Bosnien och Hercegovina
- Bulgarien
- Cypern
- Danmark
- England
- Estland
- Finland
- Frankrike
- Färöarna
- Georgien
- Gibraltar
- Grekland
- Grönland
- Irland
- Island
- Israel
- Italien
- Kroatien
- Lettland
- Liechtenstein
- Litauen
- Luxemburg
- Malta
- Moldavien
- Monaco
- Montenegro
- Nederländerna
- Nordmakedonien
- Norge
- Polen
- Portugal
- Rumänien
- Ryssland
- Schweiz
- Serbien
- Skottland
- Slovakien
- Slovenien
- Spanien
- Sverige
- Tjeckien
- Turkiet
- Tyskland
- Ukraina
- Ungern
- Vitryssland
- Wales
- Österrike

### Fotnoter
1. ↑  ”Badminton Europe Confederation”. Badminton Europe. http://badmintoneurope.com/CMS/?cmsid=239&pageid=4068. Läst 11 mars 2012.